# Manuel de Brito Camacho
Manuel de Brito Camacho ComSE (Aljustrel, Rio de Moinhos, Monte das Mesas, 12 de fevereiro de 1862 – Lisboa, 19 de setembro de 1934) foi um médico militar, escritor, publicista e político que, entre outros cargos de relevo, exerceu as funções de Ministro do Fomento (1910–1911) e de Alto Comissário da República em Moçambique (1921 a 1923). Fundou e liderou o Partido Unionista. Foi fundador e director do jornal "A Luta", órgão oficioso do Partido Unionista.

## Biografia
Manuel de Brito Camacho nasceu no Monte das Mesas, arredores da aldeia de Rio de Moinhos, a alguns quilómetros da vila de Aljustrel, no seio de uma família de lavradores abastados. Foi meio-irmão de Inocêncio Camacho Rodrigues, o governador do Banco de Portugal aquando do escândalo causado pelas burlas de Alves dos Reis.
Depois de realizar estudos primários em Aljustrel, entre 1876 e 1880 frequentou o Liceu de Beja. Depois de concluído o curso liceal, partiu para Lisboa, onde frequentou os estudos preparatórios na Escola Politécnica, ficando à guarda de um seu tio residente em Lisboa.
Concluídos os estudos preparatórios, ingressou no curso de Medicina da Escola Médico-Cirúrgica de Lisboa, concluindo o curso em 1884. Iniciou nesse ano funções no Torrão.
Em 1891 ingressou no Exército Português como cirurgião-ajudante. Foi colocado seguidamente nas unidades militares de Tancos e Torres Novas, iniciando uma carreira como médico militar que o levaria ao posto de coronel.
A sua entrada na vida política activa ocorreu aquando das eleições gerais de 1893, quando se candidatou a deputado pelo círculo eleitoral de Beja nas listas republicanas. Nessa altura foi também iniciado na Maçonaria, num triângulo de Torres Novas.
Publicou no periódico Nove de Junho, de Beja, artigos questionando as instituições monárquicas e em consequência, após as eleições, foi alvo de processo disciplinar, suspenso por um ano e transferido para a 2.ª Divisão Militar, em Viseu. Pouco depois foi colocado no Hospital Militar da Boa Nova, em Angra do Heroísmo, Açores, como penalização pela sua adesão ao ideário republicano, aí permenecendo durante um ano.
Em 1894 regressou dos Açores, ficando colocado em Viseu, na sede da 2.ª Divisão Militar. Inicia então a colaboração regular na imprensa e um percurso como publicista que o tornaria numa das figuras mais notáveis do campo republicano durante os últimos anos da Monarquia Constitucional portuguesa. Logo em Abril de 1894 fundou, com Ricardo Pais Gomes e Ribeiro de Sousa, o periódico O Intransigente, um jornal de crítica política e propaganda republicana que manteve em publicação até Junho de 1895.
Nos anos de 1896 e 1897 dedica-se à publicação e à colaboração com periódicos republicanos e desenvolve em Évora intensa acção política, realizando conferências e inúmeros comícios.
Em 1902 apresentou uma tese de doutoramento em Medicina na Universidade de Paris, mas nesse mesmo ano abandonou definitivamente a sua prática como médico militar e dedicou-se em exclusivo ao jornalismo e à política. Promoveu então uma conferência intitulada A Coroa substituída pelo chapéu de côco, criticando violentamente as instituições monárquicas.
Apesar de desligado da prática da Medicina, no ano de 1904 concorreu a um lugar de professor da Escola Médico-Cirúrgica de Lisboa.
Funda com alguns correlegionários o periódico republicano A Lucta, que iniciou publicação no dia 1 de Janeiro de 1906. Aquele jornal converteu-se rapidamente no mais influente periódico republicano, vindo depois a transformar-se no órgão oficioso do Partido Unionista.
Nas eleições gerais realizadas após o Regicídio foi eleito deputado pela oposição republicana, transformando-se, no Parlamento e na imprensa no principal paladino do derrube da monarquia e num dos líderes do movimento de opinião pública que criou as condições para a implantação da República Portuguesa a 5 de Outubro de 1910.
Na preparação da revolução, Brito Camacho exerceu um importante papel de ligação entre os republicanos e os militares, dada a sua ligação ao Exército. Em resultado da sua acção política e ligação profunda ao movimento republicano, foi um dos mediadores na formação do governo provisório que se seguiu à implantação da República.
Logo a 23 de Novembro de 1910 foi nomeado Ministro do Fomento do Governo Provisório da República Portuguesa. Nestas funções leva a cabo importantes reformas, entre as quais a divisão do Instituto Industrial e Comercial de Lisboa para dar origem ao Instituto Superior Técnico e ao Instituto Superior de Comércio.
Para a instalação do Instituto Superior Técnico convidou o professor Alfredo Bensaúde, o qual estruturou os primeiros cursos de Engenharia leccionados naquela instituição, ainda hoje considerados como as especialidades básicas da engenharia portuguesa: Minas, Civil, Mecânica, Electrotecnia e Química Industrial. Para todas estas especialidades, os estudos iniciavam-se com uma estrutura de carácter geral de dois anos de duração, que era complementada com três anos de estudos da especialidade.
Em Dezembro de 1910 esteve na origem da ACAP e da fundação Associação de Classe Industrial de Veículos e Artes Correlativas.
Foi um dos membros do governo, que em conjunto com Joaquim Teófilo Braga, António José de Almeida, Afonso Costa, José Relvas, António Xavier Correia Barreto, Amaro de Azevedo Gomes e Bernardino Machado, subscreveu a Lei da Separação da Igreja do Estado de 20 de Abril de 1911.
Em Setembro de 1911, após as primeiras eleições republicanas, volta a integrar o Governo.
Em 1912 Brito Camacho reassumiu o cargo de director de A Lucta e foi um dos protagonistas da cisão do Partido Republicano Português. Liderou a facção mais à direita do partido que se autonomizou como Partido da União Republicana. O jornal A Luta passou então a ser o órgão oficioso do novo partido.
Passou então a desenvolver uma intensa acção jornalística e política contra a hegemonia política do Partido Democrático, assumindo-se como o principal opositor dos sucessivos governos formados por aquele partido.
Em 1918, após a eleição de António José de Almeida para o cargo de Presidente da República, dá-se a fusão do Partido Unionista com o Partido Evolucionista, levando à criação do Partido Liberal Republicano. Em consequência, Brito Camacho inicia um processo de afastamento da actividade política, abandonando os cargos de liderança partidária. Esse afastamento leva a que em 1920 recuse o convite para formar um governo apoiado pelo Partido Liberal Republicano.
A 28 de Junho de 1919, sendo ainda Tenente-Coronel, foi feito Comendador da Ordem Militar de Sant'Iago da Espada.
Entre de Março de 1921 e Setembro de 1923 exerceu as funções de Alto Comissário da República em Moçambique, embora apenas tenha permenecido em Lourenço Marques até 1922.
Em 1925, ainda nas funções de deputado, manifestou aos seus eleitores a vontade de abandonar a vida política activa. Passou então a promover a defesa dos ideais democráticos conferências da estabilidade política da República.
Em consequência da Revolução de 28 de Maio de 1926 foi obrigado a abandonar a actividade política, retirando-se para a vida privada.
Faleceu em Lisboa no dia 19 de Setembro de 1934.
Manuel de Brito Camacho é autor de mais de trinta volumes publicados, entre os quais assumem particular interesse as narrativas e os quadros descritivos da sua terra natal e do Baixo Alentejo rural. Foi tão forte a presença da ruralidade alentejana nos seus escritos que Aquilino Ribeiro deu o título de Brito Camacho nas Letras e no Seu Monte ao estudo que fez da vida e obra de Brito Camacho.
A 29 de Outubro de 1987, aquando da visita oficial do então Presidente da República Mário Soares, foi colocada uma lápide comemorativa na casa de Aljustrel onde viveu. Em 1999 foi atribuído o nome de Brito Camacho à Escola Básica de Aljustrel, de que é patrono.
Além de assumir a direção do jornal A Luta, também se conhecem colaborações suas em diversas publicações periódicas, nomeadamente no quinzenário A Farça (1909–1910) e nas revistas Atlântida (1915–1920) e Ilustração (1926–), bem como na edição mensal do Diário de Lisboa (1933), e ainda na Gazeta das colónias (1924–1926).

### Cronologia
- 12 de Fevereiro de 1862 — Nasce no Monte das Mesas, Aljustrel, filho de lavradores abastados.
- 1876 - 1880 — Frequentou o Liceu de Beja.
- 1880 — Frequentou a Escola Politécnica de Lisboa.
- 1880 - 1884 — Frequentou a Escola Médico-Cirúrgica de Lisboa.
- 1884 — Formou-se em Medicina na Escola Médico-Cirúrgica de Lisboa. Inicia funções no Torrão.
- 1891 - 1893 — Foi cirurgião-ajudante do Exército em Tancos e Torres Novas.
- 1893 — Foi candidato a deputado pelo círculo de Beja integrado nas listas republicanas.
- 1893 — Em consequência da defesa dos ideais republicanos, foi suspenso e depois transferido para os Açores.
- 1894 — Regressa dos Açores e fica colocado na 2.ª Divisão Militar, em Viseu. Inicia a colaboração regular com a imprensa.
- 1896 - 1897 — Suspende as suas funções como militar e dedica-se ao jornalismo e à política, desenvolvendo em Évora intensa acção política de propaganda do republicanismo.
- 1902 — Apresenta uma tese de doutoramento em Medicina na Universidade de Paris.
- 1902 — Abandona definitivamente a sua prática médica e dedica-se em exclusivo ao jornalismo e à política.
- 1904 — Concorre a um lugar de professor da Escola Médico-Cirúrgica de Lisboa.
- 1906 — Funda o jornal republicano A Lucta.
- 1908 — Nas eleições gerais realizadas após o Regicídio foi eleito deputado pela oposição republicana.
- 5 de Outubro de 1910 — Tem um papel relevante na preparação e condução da revolta que leva à implantação da República Portuguesa.
- 23 de Novembro de 1910 — Nomeado Ministro do Fomento do Governo Provisório da República Portuguesa.
- 20 de Abril de 1911 — Foi um dos membros do governo que subscreveu a Lei da Separação da Igreja do Estado.
- 1912 — Reassume o cargo de director de A Lucta e é um dos protagonistas da cisão do Partido Republicano Português, liderando a facção que deu origem ao Partido da União Republicana.
- 1912 - 1918 — Mantém intensa acção jornalística e política contra a hegemonia política do [[os "Democráticos" e o risco da sua hegemonia.
- 1918 — Em resultado da fusão do Partido Unionista com o Partido Evolucionista e da criação do Partido Liberal Republicano inicia um processo de afastamento da actividade política, abandonando os cargos de liderança partidária.
- 1920 — Recusa o convite para formar um governo apoiado pelo Partido Liberal Republicano.
- 1921 - 1923 — Exerce as funções de Alto Comissário da República em Moçambique.
- 1925 — Manifesta aos seus eleitores o desejo de se retirar da vida política activa.
- 1926 — Em consequência da Revolução de 28 de Maio de 1926 é obrigado a abandonar a actividade política.
- 19 de Setembro de 1934 — Falece, às 6:30 da manhã, em Lisboa.

## Obra publicada
Para além de uma vultosa obra jornalísitica e de comentário político, dispersa por numerosos periódicos, Brito Camacho é autor das seguintes obras:
- Impressões de Viagem (1902)
- Ao de Leve (Guimarães & C.ª, 1903) (eBook)
- Contos e Sátiras (Guimarães & C.ª, 1920)
- Gente Rústica (Guimarães & C.ª, 1921)
- A caminho d'África (Guimarães & C.ª, 1923)
- Os amores de Latino Coelho (Guimarães & C.ª, 1923)
- Quadros Alentejanos (Guimarães & C.ª, 1925)
- Pretos e Brancos (1926)
- Moçambique, Problemas Coloniais (1926)
- Jornadas (Guimarães & C.ª, 1927)
- D. Carlos, intimo (Guimarães & C.ª, 1927)
- Gente Vária (1928)
- Cenas da Vida (1929)
- De bom humor (Guimarães, 1930)
- Gente Bóer (Guimarães, 1930)
- Por cerros e vales (Guimarães & C.ª, 1931)
- "A Reacção" (Emprêsa Editora Luz,Ltd, Lisboa,1932)
- A Linda Emília (1932)
- “Ferroadas” (1932)
- Matéria vaga (Guimarães & C.ª, 1934)
- Política Colonial (1936)
- Rescaldo da Guerra (Guimarães, 1936)
- Questões Nacionais (Guimarães, 1937)